# Alex Duffy Fairgrounds
L'Alex Duffy Fairgrounds est un stade de baseball, d'une capacité de 2500 places, situé à Watertown, dans l'État de New York, aux États-Unis.

## Histoire
Il a ouvert en 1938. Il est le domicile des Wizards de Watertown, club évoluant en PGCBL, et a été jusqu'en 1999 le domicile des Indians de Watertown, avant leur déménagement à Staten Island.